# Enscepastra recurvata
Enscepastra recurvata là một loài bướm đêm thuộc họ Coleophoridae. Loài này được Wolfram Mey mô tả vào năm 2011. Nó được tìm thấy ở Nam Phi.